# Tiefeng
Tiefeng (en chino, 铁锋; pinyin, Tiěfēng) es un distrito urbano bajo la administración directa de la Prefectura Qiqihar en la Provincia de Heilongjiang, República Popular China.  Su área es de 742 km² y su población total para 2010 superó los 290 mil habitantes. 

## Administración
Desde julio de 2023, el  Distrito Tiefeng  se divide en 8 pueblos que se administran en 7 subdistritos y 1   poblado.